# Free European Song Contest 2020
La prima edizione del Free European Song Contest si è svolta il 16 Maggio 2020 a Colonia, condotto da Steven Gätjen e Conchita Wurst. Hanno partecipato 16 paesi ed è stato vinto dalla Spagna. Il festival è stato presentato come alternativa all'Eurovision Song Contest 2020 cancellato a causa della Pandemia di Covid-19. Lo show è stato trasmesso dalle 20:15 CEST su ProSieben e su Plus 24 con il commento di Tamara Mascara, Dori Bauer e Patrick Fux.

## Partecipanti
| Posizione | Stato       | Artista                    | Canzone                        | Lingua                    | Posizione | Punti |
| --------- | ----------- | -------------------------- | ------------------------------ | ------------------------- | --------- | ----- |
| 01        | Paesi Bassi | Ilse DeLange               | "Changes"                      | Inglese                   | 2         | 88    |
| 02        | Turchia     | Eko Fresh feat. Umut Timur | "Günaydin"                     | Tedesco, Turco            | 6         | 71    |
| 03        | Irlanda     | Sion Hill                  | "Speak Up"                     | Inglese                   | 10        | 53    |
| 04        | Croazia     | Vanessa Mai                | "Highlight (Ti si moja snaga)" | Tedesco, Croato, Spagnolo | 9         | 55    |
| 05        | Bulgaria    | Oonagh                     | "Du bist genug"                | Tedesco, Bulgaro          | 8         | 62    |
| 06        | Austria     | Josh                       | "Wo bist du"                   | Tedesco                   | 15        | 22    |
| 07        | Polonia     | Glasperlenspiel            | "Immer da"                     | Tedesco, polacco          | 11        | 46    |
| 08        | Regno Unito | Kelvin Jones               | "Friends"                      | Inglese                   | 12        | 45    |
| 09        | Kazakistan  | Mike Singer                | "Paranoid"                     | Tedesco, Russo            | 14        | 23    |
| 10        | Danimarca   | Kate Hall                  | "Reset"                        | Inglese, Danese           | 16        | 20    |
| 11        | Spagna      | Nico Santos                | "Like I Love You"              | Inglese, Spagnolo         | 1         | 104   |
| 12        | Italia      | Sarah Lombardi             | "Te amo mi amor"               | Tedesco, Spagnolo         | 13        | 37    |
| 13        | Svizzera    | Stefanie Heinzmann         | "All We Need Is Love"          | Inglese, Walesr           | 7         | 66    |
| 14        | Luna        | Der Astronaut              | "Back to the Moon"             | Inglese                   | 3         | 85    |
| 15        | Israele     | Gil Ofarim                 | "Alles auf Hoffnung"           | Tedesco, ebraico          | 5         | 75    |
| 16        | Germania    | Helge Schneider            | "Forever at Home"              | Tedesco, Inglese          | 4         | 76    |

## Portavoce
Ogni paese ha avuto un portavoce che ha annunciato i voti in tedesco. Alcuni sono parenti dei cantanti:
- Austria – Tamara Mascara
- Bulgaria – Friends of Oonagh
- Croazia – Marino Mandekić (padre di Vanessa Mai)
- Danimarca – Valeria (madre di Kate Hall)
- Germania – Heidi Klum e Tom Kaulitz
- Israele – Lion Rosenberg
- Irlanda – Angelo Kelly
- Italia – Michelle Hunziker

- Kazakistan – Paul (padre di of Mike Singer)
- Luna – Michael Herbig nei panni di Mr. Spuck
- Paesi Bassi – Duncan Laurence
- Polonia – Lukas Podolski
- Spagna – Clarissa Wellenbrink (Sorella di Nico Santos)
- Svizzera – Beatrice Egli
- Turchia – Hakan Çalhanoğlu
- Regno Unito – Melanie C